# کی تانی
کی تانی (انگلیسی: Kei Tani؛ ۲۲ فوریه ۱۹۳۲ – ۱۱ سپتامبر ۲۰۱۰) بازیگر، صداپیشگی در ژاپن، خواننده، و کمدین اهل ژاپن بود.
از فیلم‌ها یا برنامه‌های تلویزیونی که وی در آن نقش داشته‌است می‌توان به زندگی پس از مرگ، داستان سامورایی اشاره کرد.